# La caduta dell'Impero romano
La caduta dell'Impero romano è un film del 1964 diretto da Anthony Mann.
È un film storico ambientato nell'antica Roma con Sophia Loren, Stephen Boyd e Alec Guinness, presentato fuori concorso al 17º Festival di Cannes.

## Trama
Nell'anno 180, durante una guerra contro i Barbari in Germania, l'anziano imperatore romano Marco Aurelio viene avvelenato dal figlio Commodo, a cui passa il potere imperiale. Intanto i popoli barbari continuano a premere lungo le frontiere dell'Impero romano. Presto Commodo dovrà render conto alla sorella Lucilla e al di lei amante, Livio, della sua condotta sanguinaria. Dallo scontro finale emergerà la morte dell'imperatore e l'abbandono a se stesso dell'Impero, poiché né Lucilla né Livio ne rileveranno la toga imperiale.
La trama del film ha alcuni elementi in comune con la pellicola de Il gladiatore, girata 36 anni dopo.

## Riproposta e rilettura critica
La caduta dell'Impero romano, a suo tempo detestato su Cahiers du cinéma, ottiene nella stessa rivista una scheda che lo rivaluta dandone una nuova interpretazione in occasione della sua riproposta nelle sale parigine nell'estate del 2024. Tra l'altro viene sottolineata l'ironia che questo film si trovi, insieme ad altre produzioni di Samuel Bronston quali El Cid o 55 giorni a Pechino, a mettere in luce, nell'ambito delle grandi superproduzioni, tanto la decadenza storica che quella dello spettacolo di tipo colossale.

## Riconoscimenti
- Premi Oscar 1965: Candidatura al premio Oscar alla migliore colonna sonora
- Golden Globe 1965: Premio per la migliore colonna sonora originale